# Acalolepta ginkgovora
Acalolepta ginkgovora là một loài bọ cánh cứng trong họ Cerambycidae.